# Anastassija Jurjewna Posdnjakowa
Anastassija Jurjewna Posdnjakowa (russisch Анастасия Юрьевна Позднякова; * 11. Dezember 1985 in Elektrostal) ist eine russische Wasserspringerin. Sie startet in den Disziplinen Kunstspringen vom 1-m- und 3-m-Brett und im 3-m-Synchronspringen.
Posdnjakowa nahm an den Olympischen Spielen 2008 in Peking teil und gewann zusammen mit Julija Pachalina die Silbermedaille im 3-m-Synchronwettbewerb. Im gleichen Jahr gewannen sie zusammen Gold bei den Europameisterschaften 2008 in Eindhoven und ein Jahr später Bronze bei den Weltmeisterschaften 2009 in Rom. Ihre erste Einzelmedaille erreichte Posdnjakowa bei den Europameisterschaften 2010 in Budapest, bei der sie Bronze vom 1-m-Brett und Silber vom 3-m-Brett gewann. Zusammen mit Swetlana Filippowa wurde sie außerdem Dritte im 3-m-Synchronwettbewerb.
Posdnjakowa lebt und studiert in den USA an der University of Houston. Sie startet für das Sportteam der Universität, den Houston Cougars.